# Judee Sill
Judee Sill, née le 7 octobre 1944 à Los Angeles, Californie, et décedée le 23 novembre 1979, est une chanteuse et auteur américaine.

## Biographie
Après une adolescence difficile, durant laquelle elle s'essaye à l'héroïne, et un séjour en prison, Sill se lance dans l'écriture de chansons. Elle rencontre Graham Nash et David Crosby, ainsi que David Geffen qui lui offre un contrat sur son tout jeune label, Asylum Records. Son premier single, Jesus Was a Cross Maker, sort en 1971, bientôt suivi par son premier album, Judee Sill, qui mêle des influences country, folk et classique avec une production recherchée ; sa voix est souvent doublée pour donner une impression de choral à quatre voix. La critique apprécie, mais cela ne se répercute pas sur ses ventes, malgré sa présence en première partie des concerts de Crosby et Nash.
Sill retourne en studio fin 1972 et sort Heart Food, aux arrangements encore plus élaborés, début 1973. Il se vend également très mal. Frustrée et insatisfaite de jouer seulement en première partie, la chanteuse tombe peu à peu dans l'oubli. Les dernières années de sa vie sont mal connues et sujettes à de nombreuses rumeurs, mais il est certain qu'elle est retombée dans la drogue pour calmer les douleurs dues à plusieurs accidents de voiture. Graham Nash a déclaré qu'on lui avait rapporté que Sill était morte d'une overdose dès 1974, signe de sa disparition complète des mémoires. Elle meurt finalement d'une overdose de cocaïne en novembre 1979.
Son œuvre a été redécouverte après sa mort, notamment par Jim O'Rourke, qui a mixé les démos inédites prévues pour un troisième album finalement parues en 2005 sur l'album Dreams Come True. L'année suivante, ses deux albums ont été réédités par Rhino avec des titres bonus. Plusieurs artistes ont également repris ses chansons, parmi lesquels les Hollies (dès 1973), Fleet Foxes ou Warren Zevon.

## Discographie
- 1971 : Judee Sill (Asylum – réédité par Rhino Handmade en 2005 avec des titres bonus)
- 1973 : Heart Food (Asylum – réédité par Rhino Handmade en 2005 avec des titres bonus)
- 2005 : Dreams Come True (Water – démos pour un troisième album)
- 2006 : Abracadabra: The Asylum Years (Rhino – compilation des deux albums avec des titres bonus)
- 2007 : Live in London: The BBC Recordings 1972-1973 (Troubadour – enregistrements réalisés pour la BBC et interview par Bob Harris (en))